# Орокаива (язык)
Орокаива (Ehija, Etija) — папуасский язык, на котором говорит народ орокаива в 200 деревнях на территории города Попондетта провинции Оро в Папуа — Новой Гвинее.
У языка орокаива есть диалекты кокода, харава, этиджа (сосе, сохе), эхиджа (ифане, ихане), также похож на языки аэка (Aeka, Ajeka) и хунджара-каина-ке.